# Heinrich Blase (Philologe)
Jakob Heinrich Hubert Blase (* 27. Juli 1855 in Bedburg; † 25. Februar 1921 in Mainz) war ein deutscher Gymnasiallehrer und Altphilologe
Heinrich Blase studierte an der Universität Straßburg, wo er 1885 promoviert wurde. Er war Gymnasiallehrer für alte Sprachen und Geschichte und wurde 1880 Lehrer am Gymnasium in Darmstadt, von 1898 bis 1900 war er Direktor des Großherzoglichen Gymnasiums und der Großherzoglichen Realschule in Worms. Von 1900 bis 1917 war er Direktor des Alten Gymnasiums in Mainz. Er trug den Titel eines hessischen Geheimen Schulrats.
Er verfasste zahlreiche Schriften zur lateinischen Sprache.

## Schriften
- De modorum temporumque in enuntiatis concicionalibus latinis permutatione quaestiones selectae. Dissertation Straßburg 1885 (Digitalisat).
- mit Carl Friedrich Wilhelm Müller, Gustav Landgraf, Friedrich Stolz, Josef Golling: Historische Grammatik der Lateinischen Sprache. 3 Bände, Teubner, Leipzig 1894 bis 1903 (mit Supplement 1908)
- mit Wilhelm Reeb: Kleines Lateinisch-Deutsches Schulwörterbuch. Teubner, Leipzig 1911.